# Heinrich Multscher
Heinrich Multscher (* um 1400 in Reichenhofen, heute zu Leutkirch im Allgäu; † Datum unbekannt, vermutlich in Ulm) war ein deutscher Bildhauer und Bruder des bekannteren Hans Multscher. Er gehört mit zur Gründungsgeneration der Ulmer Schule.
Nach Lehrjahren in seiner Allgäuer Heimat war Heinrich Multscher an der Seite seines Bruders in Ulm als Bildhauer und vermutlich auch als Maler tätig. Bislang vermutet man eine starke Mitwirkung bei den Großaufträgen, die in der Werkstatt „Hans Multscher“ bearbeitet wurden; einzelne Zuschreibungen wagen es, die eigenständige Hand dieses Bruders vor allem bei den Werken des Ulmer Münsters auszumachen. Ansonsten gilt in stilistischer Hinsicht vieles von dem unter Hans Multscher Beschriebenen.